# Associació Cultural de Viquimedistes Bascos
L'Associació Cultural de Viquimedistes Bascos és una associació sense ànim de lucre fundada el 2016 per a la promoció i el desenvolupament de la Viquipèdia en basc i, per extensió, dels viquiprojectes germans en aquesta llengua.
El 2017 va signar amb el Govern Basc el conveni Kalitatezko 1.000 artikulu 12-16 urteko ikasleentzat («1.000 articles de qualitat per a alumnes de 12 a 16 anys»). El 2021 va crear la plataforma Txikipedia, una enciclopèdia en basc dirigida a infants d'entre vuit i tretze anys.